# 714 (szám)
A 714 (római számmal: DCCXIV) egy természetes szám.

## A szám a matematikában
A tízes számrendszerbeli 714-es a kettes számrendszerben 1011001010, a nyolcas számrendszerben 1312, a tizenhatos számrendszerben 2CA alakban írható fel.
A 714 páros szám, összetett szám. Tizenkét egymást követő prím összege (37 + 41 + 43 + 47 + 53 + 59 + 61 + 67 + 71 + 73 + 79 + 83). Nontóciens szám. A 715-tel Ruth–Aaron-párt alkot. A legkisebb szám, mely ugyanazokkal a számjegyekkel írható fel 2-es és 5-ös számrendszerben.
Kanonikus alakban a 21 · 31 · 71 · 171 szorzattal, normálalakban a 7,14 · 102 szorzattal írható fel. Tizenhat osztója van a természetes számok halmazán, ezek növekvő sorrendben: 1, 2, 3, 6, 7, 14, 17, 21, 34, 42, 51, 102, 119, 238, 357 és 714.
Érinthetetlen szám: nem áll elő pozitív egész számok valódiosztóösszeg-függvényeként.